# 写真工業 (雑誌)
写真工業（しゃしんこうぎょう）は、写真工業出版社（旧 光画荘）の発行していた雑誌。創刊は1952年（昭和27年）6月号。2008年12月号をもって休刊となった。
内容は主としていわゆる専門誌で、カメラメーカー、感光材料メーカー、ラボ（現像所）、営業写真館の技術者など、専門家を主な対象としていた他、新製品のトピックなど業界誌的な内容もあり、またグラフィックデザインも垢抜けたものが多かった。専門的だがそれほど学術的でない内容も多く、アマチュア写真家の読者も多かった。